# Albuquerque
Albuquerque (engl. Aussprache [ˈælbəkɝːkɪ], spanisch: [alβuˈkerke]) ist mit 564.559 Einwohnern (2020) die größte Stadt im US-Bundesstaat New Mexico. In der Metropolregion, die mit Rio Rancho eine der am schnellsten wachsenden Städte der USA umfasst, leben 916.528 Menschen.

## Geographie

Satellitenbild von Albuquerque

### Lage
Albuquerque befindet sich in einer Ebene, die im Osten durch die Sandia Mountains und im Westen durch den von Nord nach Süd fließenden Rio Grande begrenzt wird. Das Stadtgebiet umfasst 469,6 km2 und erstreckt sich über Höhenlagen zwischen 1.490 m und 1.631 m.

### Klima
|                       | Jan  | Feb  | Mär  | Apr  | Mai  | Jun  | Jul  | Aug  | Sep  | Okt  | Nov  | Dez  |   |       |
| Mittl. Tagesmax. (°C) | 8,2  | 11,9 | 16,3 | 21,6 | 26,5 | 32,2 | 33,6 | 31,7 | 27,7 | 21,7 | 14,1 | 8,6  | ⌀ | 21,2  |
| Mittl. Tagesmin. (°C) | −5,7 | −3,1 | 0,1  | 4,2  | 9,2  | 14,6 | 18,0 | 17,0 | 12,9 | 6,1  | −0,4 | −4,9 | ⌀ | 5,7   |
|                       |      |      |      |      |      |      |      |      |      |      |      |      |   |       |
| Niederschlag (mm)     | 11,2 | 11,7 | 13,7 | 13,2 | 12,7 | 15,0 | 34,8 | 41,7 | 25,4 | 22,6 | 10,9 | 12,7 | Σ | 225,6 |
|                       |      |      |      |      |      |      |      |      |      |      |      |      |   |       |
| Sonnenstunden (h/d)   | 7,4  | 8,0  | 8,9  | 10,1 | 11,2 | 12,0 | 10,9 | 10,2 | 9,9  | 8,9  | 8,0  | 7,1  | ⌀ | 9,4   |
|                       |      |      |      |      |      |      |      |      |      |      |      |      |   |       |
| Regentage (d)         | 2,4  | 3,0  | 2,8  | 2,0  | 2,6  | 2,6  | 6,3  | 6,4  | 4,4  | 3,7  | 2,8  | 2,7  | Σ | 41,7  |
|                       |      |      |      |      |      |      |      |      |      |      |      |      |   |       |
| Luftfeuchtigkeit (%)  | 56   | 48   | 40   | 32   | 31   | 29   | 42   | 46   | 46   | 45   | 50   | 56   | ⌀ | 43,4  |

| −5,7 |

| −3,1 |

| 0,1 |

| 4,2 |

| 9,2 |

| 14,6 |

| 18,0 |

| 17,0 |

| 12,9 |

| 6,1 |

| −0,4 |

| −4,9 |

| −5,7 |

| −3,1 |

| 0,1 |

| 4,2 |

| 9,2 |

| 14,6 |

| 18,0 |

| 17,0 |

| 12,9 |

| 6,1 |

| −0,4 |

| −4,9 |

## Geschichte
Albuquerque wurde bereits in der Zeit zwischen 1100 und 1300 von den Anasazi besiedelt.
1540 durchquerte der spanische Conquistador Francisco Vásquez de Coronado die Gegend auf der Suche nach den sagenhaften sieben goldenen Städten von Cibola. Einige Kilometer nördlich des heutigen Albuquerque überwinterte er mit seinen Männern bei Pueblo-Indianern. Der Ort wurde nach Francisco Fernández de la Cueva, dem achten Herzog von Alburquerque (geschrieben mit r) und Vizekönig von Neuspanien, benannt. 1706 gründeten spanische Siedler dann die heutige Old Town von Albuquerque. 1880 erfolgte der Anschluss an die Eisenbahn.
In der Old Town befinden sich heute noch historische Gebäude. Viele Neubauten lehnen sich an den traditionellen Adobe-Baustil an. Ein großer Teil der in Albuquerque lebenden Menschen hat lateinamerikanisch-spanische Wurzeln (Hispanics). Albuquerque ist Sitz mehrerer Firmen der Computer- und Hochtechnologie, aber auch bedeutender Museen für indianische Kunst und Geschichte.

### Bevölkerung
| Jahr | Einwohner |
| ---- | --------- |
| 1980 | 331.767   |
| 1990 | 384.915   |
| 2000 | 448.607   |
| 2005 | 494.236   |
| 2006 | 504.949   |
| 2010 | 545.857   |
| 2020 | 564.559   |

## Wirtschaft
Die Metropolregion von Albuquerque erbrachte 2016 ein Bruttoinlandsprodukt von 43,3 Milliarden US-Dollar und belegte damit Platz 64 unter den Großräumen der USA. Die Arbeitslosenrate in der Metropolregion betrug 3,8 Prozent und entspricht damit dem nationalen Durchschnitt (Stand: März 2018). Das persönliche Pro-Kopf Einkommen liegt 2016 bei 39.665 US-Dollar, womit Albuquerque ein unterdurchschnittliches Einkommensniveau besitzt.
Albuquerque liegt im Zentrum des New Mexico Technology Corridor, einer Gruppe von privaten High-Tech-Firmen und Regierungsinstitutionen entlang des Rio Grande. Es gibt zahlreiche größere Institutionen, z. B. die Sandia National Laboratories und die Kirtland Air Force Base. Diese lockten weitere Firmen an, die hochqualifizierte Mitarbeiter in diese sonst eher isolierte Region brachten. Unter anderem unterhält Intel eine große Halbleiterfabrik im benachbarten Rio Rancho.
Albuquerque war der ursprüngliche Sitz von Microsoft, gegründet im Jahre 1975 von Bill Gates und Paul Allen. Steve Baer, innovativ in der Solarenergie und in Sachen Architekturstil, siedelte seine Firma Zomeworks Ende der 1960er Jahre in Albuquerque an. Das Los Alamos National Laboratory, die Sandia und das Lawrence Livermore National Laboratory arbeiten in einem Unternehmen zusammen, das mit dem Manhattan Project begann.

## Kultur
Eine ausgeprägte Architektur im Pueblo-Stil charakterisiert viele Gebäude in der Stadt sowie den gesamten Campus der University of New Mexico.
Albuquerque beheimatet das KiMo Theater (Architekten: Carl Boller & Robert Boller, 1927), eines der letzten und am besten erhaltenen Pueblo-Deco-Theater in den USA. Moderne Gebäude werden immer noch gelegentlich in diesem Stil gebaut. Sie kombinieren die Farben von südwestlichen Erdtönen, den Adobe-Baustil (abgerundete Ecken und Kanten) und dekorative Motive von Indianerkulturen, die man in der „American-Art-Deco“-Architektur findet. 
Die Stadt beheimatete 29 Jahre lang das Chamber Orchestra of Albuquerque, bis dieses 2004 in Konkurs ging. Das New Mexico Symphony Orchestra spielt und probt in Albuquerque, seit 2011 heißt das Orchester New Mexico Philharmonic. Der Komponist und Cellist Felix Wurman gründete im Jahr 2007 eine der wichtigsten kulturellen Institutionen der Stadt, die Church of Beethoven. Das daraus hervorgegangene Ensemble Chatter und verschiedenste damit verbundene Konzertreihen sind heute fest verankert im kulturellen Leben der Stadt.

### Sehenswürdigkeiten und Museen

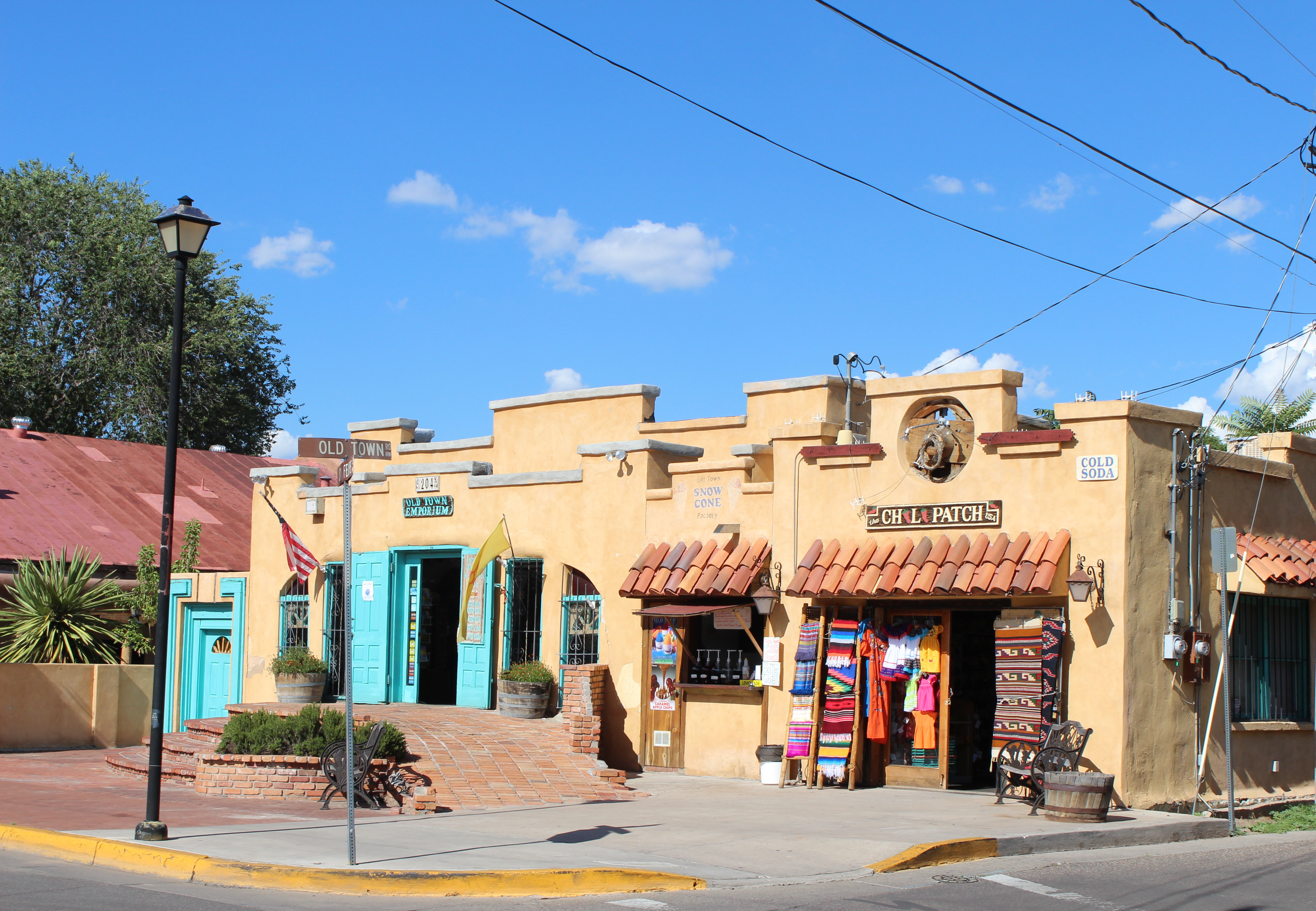
Geschäfte in Old Town Albuquerque, dem historischen Stadtviertel im Zentrum

Das Albuquerque Museum befindet sich nicht weit von der Altstadt. Zu den Exponaten gehören verschiedenste Relikte und Karten, die die Geschichte der Stadt anschaulich darstellen.
Das Naturkundemuseum der Stadt heißt ¡Explora!. Es bietet verschiedene Experimente und interessante naturwissenschaftliche Fakten.
Rattle Snake Museum – Das Klapperschlangenmuseum befindet sich direkt in der Altstadt. Zwar ist es ein kleines Museum mit nur drei Ausstellungsräumen, allerdings gibt es dort sehr viel über Schlangen zu lernen. Zu den dort gehaltenen Tieren gehören übrigens nicht ausschließlich Schlangen, sondern auch Schildkröten und andere dort heimische Reptilien.
Downtown Albuquerque – Den Wandel in der Stadt kann man am besten an Downtown erkennen. Noch vor wenigen Jahren war dies ein wenig populärer Teil der Stadt, der mit Ausnahme der Central Avenue ausschließlich von großen Bank- und Gerichtsgebäuden geprägt war. Heute gibt es dort Restaurants, Cafés, ein Kino und verschiedene historische Gebäude zu sehen, unter anderem das Kimo Theater und den im Adobestil gebauten neuen Bahnhof der Stadt. Nach dem Willen der Stadtväter soll Downtown auch als Wohnraum attraktiver gemacht werden. So entstehen derzeit große Kondominien mit Appartements und Lofts. Entlang der Central Avenue und südlich davon gibt es zahlreiche Bars, Clubs und Cafés. An Freitag- und Samstagabenden wird die Straße für den Verkehr gesperrt und vor allem von jungen Menschen beim Ausgehen bevölkert.
National Hispanic Cultural Center of New Mexico – Das Zentrum bietet viele Möglichkeiten sich mit der Geschichte von Hispanics in Amerika auseinanderzusetzen, unter anderem durch Ausstellungen und Filme. Es wurde im Jahre 2000 eröffnet und vereinigt architektonisch die Kulturen Südamerikas.
Albuquerque International Balloon Fiesta (kurz: Balloon Fiesta) – Das internationale Treffen von Heißluftballonfahrern findet seit 1972 jährlich im Oktober am Rande Albuquerques statt und ist das weltgrößte Treffen seiner Art.
Biopark und Albuquerque Aquarium – Zu den Sehenswürdigkeiten der Stadt gehören ebenfalls ein Botanischer Garten (Biopark) und ein Aquarium. Der Biopark ist besonders bemerkenswert auf Grund seiner reichen Sammlung an heimischen Pflanzen. Das Aquarium bietet neben einem Meeresbecken mit Haien und Rochen auch ein Aquarium, das Übersicht über die Fauna im Rio Grande bietet.
Auf dem Westufer des Rio Grande am Stadtrand liegt das rund 30 km2 große Petroglyph National Monument, ein Schutzgebiet und Gedenkstätte für prähistorische Indianerkulturen. Im Gebiet werden rund 20.000 Felsritzungen bewahrt, die in mehreren Canyons des Tafelberges liegen.
Albuquerque wird auch von Hollywood als Standort für Filmproduktionen genutzt. Der Film Bierfest über eine Gruppe von Amerikanern, die sich trinktechnisch für das Münchener Oktoberfest rüstet, wurde hier gedreht.

### Historische Objekte
- Abseits des Interstate 40 befindet sich die historische Rio Puerco Bridge.
- Auf Nummer 119 der 3rd Street S.W., befindet sich das historische Occidental Life Building. Das 1917 errichtete Gebäude wurde 1978 vom National Register of Historic Places aufgenommen.[10]

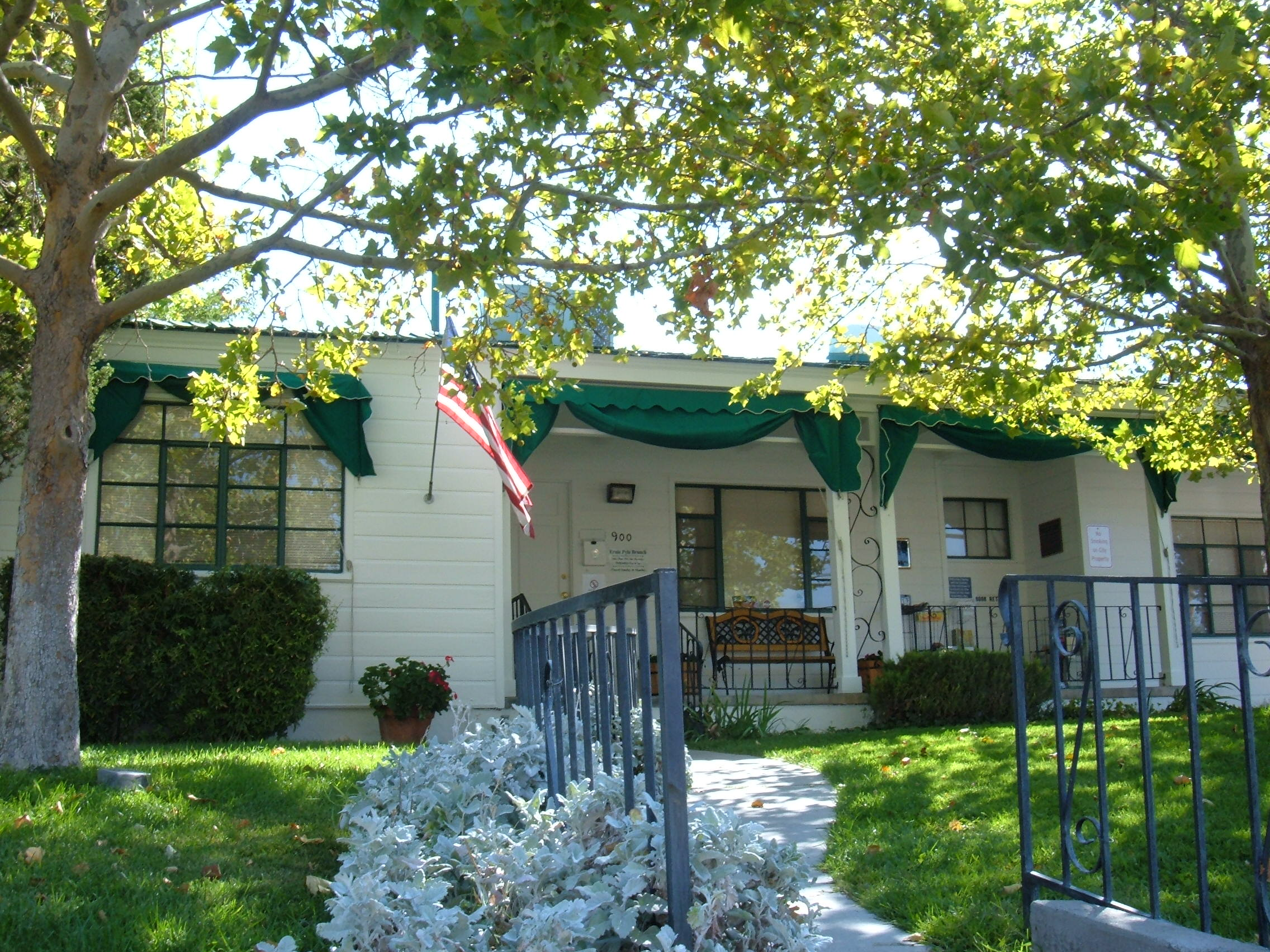
Ernie Pyle House (2008)

In Albuquerque liegt mit dem Ernie Pyle House eine National Historic Landmark (Stand Dezember 2016). 146 Bauwerke und Stätten der Stadt sind im National Register of Historic Places (NRHP) eingetragen (Stand 4. April 2020). Dazu zählen die episkopale Cathedral Church of St. John, die First United Methodist Church, ein neogotisches Bauwerk aus dem Jahr 1904, sowie die 1965 errichtete Hoffmantown Baptist Church als Bauwerk der Moderne. Die römisch-katholische Pfarrkirche in der Innenstadt ist die Immaculate Conception Church, die 1960 errichtet wurde.

### Albuquerque in Film und Musik
In der Simpsons-Folge Der hungrige, hungrige Homer gibt es viele Anspielungen auf die Stadt, die sie nicht in einem positiven Bild erscheinen lassen. Ebenfalls wird die Stadt im Film High School Musical und in einer Folge der TV-Serie Die Abenteuer des jungen Indiana Jones erwähnt. Auch der amerikanische Comedian und Musiker Weird Al Yankovic bedient sich des Stadtnamens für einen Song auf seinem Album Running With Scissors. Außerdem spielt die amerikanische Serie In Plain Sight in Albuquerque. Auch in dem Film Little Miss Sunshine ist die Stadt zu sehen. Ebenso wurde hier der Film Beyond the Blackboard gedreht. In Roberto Blancos Lied Der Puppenspieler von Mexiko führt der Besungene seine Spiele auf dem Markt der Stadt vor. 1975 veröffentlichte Neil Young den Song Albuquerque auf seinem Album Tonight’s the Night. Die britische Band Prefab Sprout bezieht sich in dem 1988 erschienenen Song The King of Rock’n’ Roll auf die Stadt: „Hot dog, jumping frog, Albuquerque“.
Albuquerque gelangte zu weltweiter Aufmerksamkeit, als 2008 bis 2013 die US-amerikanische AMC-Serie Breaking Bad in dieser Stadt spielte und gedreht wurde. Die Serie gewann zweimal den Golden Globe, etliche Emmyverleihungen und wurde mehrfach als beste Fernsehserie bezeichnet. Von 2013 bis 2021 wurde ein Spin-off zu dieser Sendung namens Better Call Saul ebenfalls in Albuquerque gedreht.

## Universitäten
- University of New Mexico (UNM)
- Central New Mexican Community College (CNM)

## Verkehr

### Flughafen
Die Stadt Albuquerque hat einen Flughafen. Verschiedene Fluggesellschaften bieten vom Albuquerque International Sunport Inlandsflüge zu rund 20 Städten der USA an.

### Interstates
Durch die Stadt verlaufen zwei Interstate Highways: I-40 und I-25. Die I-40 durchläuft die Stadt in Ost-West-, die I-25 in Nord-Süd-Richtung. Deren Kreuz ist unter dem Namen „The Big I“ bekannt, dem mit 300.000 Fahrzeugen pro Tag meistbefahrenen Autobahnkreuz in New Mexico. Sie bilden die wichtigsten Straßenverkehrsverbindungen zu anderen Städten in New Mexico und zu anderen Bundesstaaten der USA.
Durch Albuquerque verläuft auch die legendäre Route 66. Innerhalb der Stadt deckt sie sich mit der Central Avenue. In New Mexico ist die Route 66 zumeist identisch mit der Interstate 40.

### Öffentliche Verkehrsmittel
Das öffentliche Nahverkehrssystem besteht in Albuquerque aus Buslinien von ABQ Ride, die kostenlos benutzt werden können. Zusätzlich verkehrt der New Mexico Rail Runner Express auf einer normalspurigen Eisenbahnlinie von Albuquerque nach Santa Fe.

## Söhne und Töchter der Stadt
- Néstor Montoya (1862–1923), Politiker
- Austin Menaul (1888–1975), Zehnkämpfer
- Soledad Chávez Chacón (1892–1936), Politikerin
- Slim Summerville (1892–1946), Schauspieler
- Cleo Pineau (1893–1972), Motorradrennfahrer und Fliegerass im Ersten Weltkrieg
- Don Alvarado (1904–1967), Schauspieler, Regieassistent und Produktionsmanager
- Francis Fergusson (1904–1986), Literaturkritiker, Dramen- und Mythentheoretiker und Hochschullehrer
- Desmond Marquette (1908–1999), Filmeditor
- Mel Dinelli (1912–1991), Autor
- Luna Bergere Leopold (1915–2006), Geologe, Hydrologe und Geomorphologe
- Edward R. Roybal (1916–2005), Politiker
- John F. Simms (1916–1975), Politiker
- Floy Agnes Lee (1922–2018), Biologin
- Francine Irving Neff (1925–2010), Regierungsbeamtin
- Alphonse Gallegos (1931–1991), römisch-katholischer Ordensgeistlicher, Weihbischof in Sacramento
- Pete Domenici (1932–2017), Politiker
- Valentin de Vargas (1935–2013), Schauspieler
- Ross Campbell (1936–2012), Kinderpsychiater und Autor von Erziehungsbüchern
- Paula Gunn Allen (1939–2008), Schriftstellerin
- Al Unser (1939–2021), Automobilrennfahrer
- William D. Nordhaus (* 1941), Sterling Professor an der Yale University und Wirtschaftsnobelpreisträger
- Bobby Shew (* 1941), Musiker
- Walter B. Slocombe (* 1941), Jurist und Politiker
- Michael A. Mares (* 1945), Mammaloge
- Shari Eubank (* 1947), Schauspielerin
- Leslie Marmon Silko (* 1948), Schriftstellerin
- Randy Castillo (1950–2002), Schlagzeuger
- Sidney McNeill Gutierrez (* 1951), Astronaut
- Jerry McNerney (* 1951), Politiker und Vertreter von Kalifornien im US-Repräsentantenhaus
- Martin J. Chávez (* 1952), Politiker
- Janet Ely (* 1953), Turmspringerin
- Catherine Carr (* 1954), Schwimmerin
- Edward A. Rice Jr. (* 1956), General der United States Air Force
- Bob Ostertag (* 1957), Musiker und Komponist
- Madolyn Smith Osborne (* 1957), Schauspielerin
- Jay Roach (* 1957), Regisseur, Kameramann, Drehbuchautor und Filmproduzent
- John Terwilliger (* 1957), Ruderer
- Tina Smith (* 1958), Politikerin, Vizegouverneurin von Minnesota und US-Senatorin für Minnesota
- Ronnie Lott (* 1959), American-Football-Spieler
- Les Mayfield (* 1959), Filmregisseur und Filmproduzent
- Barbara Edwards (* 1960), Model und Schauspielerin
- Claudia Udy (* 1960), Filmschauspielerin
- Helene Udy (* 1962), US-amerikanisch-britische Filmschauspielerin, Drehbuchautorin, Regisseurin und Filmproduzentin
- Al Unser junior (* 1962), Automobilrennfahrer
- Patrice Martinez (1963–2018), Schauspielerin
- Steven Michael Quezada (* 1963), Schauspieler und Comedian
- John Sanchez (* 1963), Politiker und Vizegouverneur von New Mexico
- Jeff Bezos (* 1964), Unternehmer (amazon.com)
- Tracy Reiner (* 1964), Schauspielerin
- French Stewart (* 1964), Schauspieler
- Beth Coats (* 1966), Biathletin und Radsportlerin
- Cynthia Breazeal (* 1967), Informatikerin
- Johnny Tapia (1967–2012), Boxer
- Daniel Abraham (* 1969), Science-Fiction- und Fantasyautor
- Lorenzo Antonio (* 1969), Singer-Songwriter
- David Robinson (* 1969), US-amerikanisch-deutscher Basketballspieler
- Trent Dimas (* 1970), Turner
- Annabeth Gish (* 1971), Schauspielerin
- Benito Martinez (* 1971), Schauspieler
- Shelia Burrell (* 1972), Siebenkämpferin
- Dave Asprey (* 1973), Unternehmer und Autor
- Neil Patrick Harris (* 1973), Schauspieler
- Tony Vincent (* 1973), Sänger
- Danny Romero (* 1974), Boxer im Superfliegen- und Fliegengewicht
- Nick Wechsler (* 1978), Schauspieler
- Kate Gallego (* 1981), Politikerin
- Holly Holm (* 1981), Mixed-Martial-Arts-Kämpferin und Boxerin
- Lamar Morinia (* 1981), Basketballspieler
- Diego Sanchez (* 1981), Mixed-Martial-Arts-Kämpfer
- Jeremy Foley (* 1983), Schauspieler
- Cody Töpper (* 1983), Basketballspieler
- Chad Topper (* 1985), US-amerikanisch-deutscher Basketballspieler
- Benita Marti (* vor 1986), Schauspielerin
- Arian Foster (* 1986), Footballspieler
- Ryan McGarvey (* 1986), Blues- und Bluesrock-Gitarrist, Sänger und Komponist
- Jarrin Solomon (* 1986), Sprinter aus Trinidad und Tobago
- Joey Zimmerman (* 1986), Schauspieler
- Lisandra Tena (* 1987), Schauspielerin
- Seth Adkins (* 1989), Schauspieler
- Mitch Garver (* 1991), Baseballspieler
- Demi Lovato (* 1992), Schauspielerin, Sängerin und Songwriterin
- Christopher Blevins (* 1998), Radrennfahrer
- Forrest Goodluck (* 1998), Schauspieler
- Ivana Corley (* 1999), Tennisspielerin
- Willow Shields (* 2000), Schauspielerin
- Carmen Corley (* 2001), Tennisspielerin

## Namensvarianten
Die Stadt besitzt mehrere Bezeichnungsvarianten:
- Alburquerque[14]
- Beeldil Daesenili[15]
- New Albuquerque[14]
- San Felipe de Neri[14]
- San Francisco Xavier[14]
- San Francisco de Albuquerque[14]
- Vokekyi Leuwi[15]

## Städtepartnerschaften
| Japan        | Sasebo in Japan seit 1966                        |
| Mexiko       | Chihuahua in Mexiko seit 1970                    |
| Deutschland  | Helmstedt in Deutschland seit 1983               |
| Taiwan       | Hualien in der Republik China (Taiwan) seit 1983 |
| Mexiko       | Guadalajara in Mexiko seit 1986                  |
| Turkmenistan | Aşgabat in Turkmenistan seit 1990                |
| China        | Lanzhou in der Volksrepublik China seit 1996     |
| Spanien      | Alburquerque in Spanien seit 2003                |
| Ukraine      | Charkiw in der Ukraine seit 2023                 |